# Ritratto di Maria Anna d'Austria
Ritratto di Maria Anna d'Austria è un dipinto di Diego Velázquez, a olio su tela (231x131 cm), realizzato tra il 1652 ed il 1653. Oggi l'opera è conservata al Museo del Prado.
La prima moglie di Filippo IV di Spagna, Elisabetta di Borbone, morì nel 1644 all'età di 41 anni. La coppia ebbe un unico figlio, Baltasar Carlos, che morì di vaiolo due anni dopo, lasciando il re senza alcun erede. Alla morte di suo figlio Filippo aveva più di quarant'anni: decise quindi di sposare Maria Anna, sua nipote (sua madre Maria Anna d'Asburgo era la sorella di Filippo), all'epoca quattordicenne. Figlia dell'imperatore Ferdinando III, era precedentemente destinata ad essere la sposa di Baltasar.